# 24 часа: Конспирация
«24 часа: Конспирация» (24: Conspiracy) является малобюджетным спин-оффом телешоу «24 часа» для мобильных телефонов. Он был выпущен 30 января 2005 года после премьеры четвёртого сезона. Телеканал Fox впервые выпускал «мобизоды».
Действие происходит в Вашингтоне в течение 24х одноминутных эпизодов. Так как речь идёт о похищении министра Хэллера, значит, действие происходит в то же время, что и четвёртый сезон. В отличие от сериала, действие мобизодов не происходит в реальном времени.

## Производство
Выпуск «24 часа: Конспирация» был анонсирован 10 ноября 2004 года. Сразу было обозначено, что это будет спин-офф и актёры будут новые.

## Релиз
Первое время выпущенные мобизоды «24: Конспирация» были доступны только для скачивания через мобильные, затем был выпущен релиз на DVD.

## Актёры
- Дилан Брюс (Dylan Bruce) в роли Мартина Каила (Martin Kail).
- Беверли Брайант (Beverly Bryant) в роли Сьюзен Уокер (Susan Walker).
- Стив Крамер (Steve Kramer) в роли Джеймса Саттона (James Sutton).
- Эми Райдер (Amy Rider) в роли Келли (Kelly).

## Продюсеры и режиссёры
- Гэри Ньюман продюсер (Gary Newman)
- Стивен Мелник продюсер (Steven Melnick)
- Митч Фейнман продюсер (Mitch Feinman)
- Люси Худ продюсер (Lucy Hood)
- Эрик Янг режиссёр (Eric Young)
- Марк Острик режиссёр (Marc Ostrick)